# Stazione di Calliano
La stazione di Calliano è una fermata ferroviaria posta sulla linea Brennero-Verona. 
Oltre a servire il centro abitato di Calliano ed i paesi limitrofi, contribuisce nel ridurre il traffico privato sulla strada statale 12 tra Rovereto e Trento oltre che fare da riferimento ferroviario di fondovalle per gli altopiani Folgaria e Lavarone.

## Storia
La stazione fu aperta nel 1859, al tempo dell’Impero austro-ungarico. Durante la prima guerra mondiale, l’area della stazione ospitò numerosi edifici di servizio, magazzini, un ospedale militare e un albergo. Nel corso della seconda guerra mondiale, la zona subì danni a causa della presenza militare tedesca.
La stazione di Calliano è stata chiusa nel 1991 e soppressa nel 2004, rimanendo poi così in stato di abbandono per almeno tre lustri. 
Nel 2019 è stata inserita nella programmazione triennale delle infrastrutture della Provincia autonoma di Trento.
Nel 2020 viene siglato, tra Rete Ferroviaria Italiana e Provincia autonoma di Trento, un accordo sugli investimenti ferroviari per la progettazione e la realizzazione di opere infrastrutturali di importanza strategica per la rete ferroviaria in Trentino. Il gruppo di lavoro così istituito si occupa, tra le altre, proprio della riattivazione della stazione di Calliano.
Nel 2021 c'è il progetto definitivo; la stesura del progetto esecutivo si appoggia ad una stima di lavori pari a 2,8 milioni di euro. 
Nel 2023 partono i lavori di riqualificazione. 
Alle ore 6 del 30 aprile 2025 a Calliano si ferma, dopo più di 30 anni, un treno direzione Trento: riapre la stazione dei treni di Calliano  nonostante gli imprevisti (difficoltà tecniche e ritrovamenti archeologici) che ne hanno fatto slittare l'apertura.

## Strutture e impianti
La stazione non ha più il terzo binario posto su tracciato deviato infatti è stata declassata a fermata.
Sono in programma ulteriori lavori di riqualifica del fabbricato viaggiatori e delle aree esterne.